# 더 스탠포드 프리즌 엑스페리먼트
《더 스탠포드 프리즌 엑스페리먼트》(영어: The Stanford Prison Experiment)는 미국에서 제작된 카일 패트릭 앨버레즈 감독의 2015년 다큐드라마 심리 스릴러 드라마 영화이다. 빌리 크루덥 등이 출연하였고, 브렌트 에머리 등이 제작에 참여하였다. 스탠퍼드 대학교에서 필립 짐바도의 감독 하에 학생들이 죄수나 간수 역할을 맡았던 1971년 스탠퍼드 감옥 실험을 다뤘다.
영화 촬영은 로스앤젤레스에서 2014년 8월 19일 시작되었다. 2015년 1월 26일 제31회 선댄스 영화제에서 전 세계 최초로 상영되었고, 2015년 7월 17일 극장에서 제한 상영이 시작되었다. 이 영화는 비평가들로부터 대체로 긍정적인 평을 받았다.

## 출연진
- 빌리 크루덥
- 마이클 앵거라노
- 에즈라 밀러
- 타이 셰리든
- 키어 길크리스트
- 올리비아 설비
- 넬슨 엘리스
- 모이세스 아리아스
- 니컬러스 브론
- 가이어스 찰스
- 이기홍
- 토머스 맨
- 로건 밀러
- 조니 시먼스
- 제임스 워크
- 맷 베넷
- 제시 커레리
- 브렛 대번
- 제임스 프레슈빌
- 마일스 하이저
- 잭 킬머
- 캘런 매콜리프
- 베네딕트 새뮤얼
- 크리스 셰필드
- 해리슨 토머스

## 제작

### 촬영
본 촬영은 2014년 8월 19일 로스앤젤레스에서 시작되어 21일간 진행되었다.

## 기타 제작진
- 의상: 리사 톰체신